# هوشنگ بهشتی
هوشنگ بهشتی (زاده ۱۳۰۲ در تهران – درگذشته ۱۰ آبان ۱۳۷۰)، بازیگر سینما، تلویزیون و تئاتر اهل ایران بود.

## زندگی
وی دارای لیسانس رشته سینما از «دانشکده هنرهای دراماتیک» در سال ۱۳۵۰ و همچنین فارغ‌التحصیل «هنرستان هنرپیشگی تهران» در سال ۱۳۲۰ بوده‌است. بازی در تئاتر را از سال ۱۳۲۳ و بازی در نمایش‌های رادیویی از سال ۱۳۳۰ تجربه کرده بود. کار در سینما را از سال ۱۳۳۱ با فیلم «جدال با شیطان» به کارگردانی «حسین مدنی» آغاز کرد. وی در طول فعالیتش در بیش از پنجاه فیلم بازی کرد. آخرین حضورش ایفای نقش در مجموعهٔ تلویزیونی این خانه دور است بود که هنگام بازی در آن مجموعه درگذشت. وی همچنین در زمینه دوبلاژ (در سال‌های ابتدایی تأسیس دوبلاژ در ایران) فعالیت داشته‌است.

## فیلم‌شناسی

### سینمایی
- ۱ - دلشدگان (۱۳۷۰)
- ۲ - دو سرنوشت (۱۳۶۸)
- ۳ - پنجره (۱۳۶۷)
- ۴ - شناسایی (۱۳۶۶)
- ۵ - گال (۱۳۶۵)
- ۶ - کمال الملک (۱۳۶۲)
- ۷ - میرزا کوچک خان (۱۳۶۲)
- ۸ - فرار از بهشت (۱۳۵۳)
- ۹ - قربون هرچی خوشگله (۱۳۵۲)
- ۱۰ - احمد چوپان (۱۳۵۱)
- ۱۲ - مبارزه با شیطان (۱۳۵۰)
- ۱۳ - یک خوشگل و هزار مشکل (۱۳۵۰)
- ۱۴ - اجل معلق (۱۳۴۹)
- ۱۵ - پایان تاریکی (۱۳۴۹)
- ۱۶ - قسمت (۱۳۴۹)
- ۱۷ - پهلوان پهلوانان (۱۳۴۸)
- ۱۸ - دنیای پر امید (۱۳۴۸)
- ۱۹ - قاتلین هم می‌گریند (۱۳۴۸)
- ۲۰ - قلب‌های طلایی (۱۳۴۸)
- ۲۱ - گناه مادر (۱۳۴۸)
- ۲۲ - دزد سیاهپوش (۱۳۴۷)
- ۲۳ - ستاره هفت آسمان (۱۳۴۷)
- ۲۴ - من شوهر می‌خواهم (۱۳۴۷)
- ۲۵ - ایمان (۱۳۴۶)
- ۲۶ - چرخ فلک (۱۳۴۶)
- ۲۷ - خوشگل و قهرمان (۱۳۴۶)
- ۲۸ - داش احمد (۱۳۴۶)
- ۲۹ - دروازه تقدیر (۱۳۴۶)
- ۳۰ - کوه زاد (۱۳۴۶)
- ۳۱ - معجزه (۱۳۴۶)
- ۳۲ - نیم وجبی (۱۳۴۶)
- ۳۳ - ولگردها (۱۳۴۶)
- ۳۴ - جهان پهلوان (۱۳۴۵)
- ۳۵ - حاتم طائی (۱۳۴۵)
- ۳۶ - گدایان تهران (۱۳۴۵)
- ۳۷ - همه سر حریف (۱۳۴۴)
- ۳۸ - ولگرد قهرمان (۱۳۴۴)
- ۳۹ - زندگی دوزخی (۱۳۴۳)
- ۴۰ - نیرنگ دختران (۱۳۴۳)
- ۴۱ - لاشخورها (۱۳۴۲)
- ۴۲ - مسافری از بهشت (۱۳۴۲)
- ۴۳ - گرگ صحرا (۱۳۴۰)
- ۴۴ - بیم و امید (۱۳۳۹)
- ۴۵ - دست تقدیر (۱۳۳۸)
- ۴۶ - گوهر لکه دار (۱۳۳۸)
- ۴۷ - بازگشت به زندگی (۱۳۳۶)
- ۴۸ - پایان رنج‌ها (۱۳۳۴)
- ۴۹ - فرزند گمراه (۱۳۳۴)
- ۵۰ - مهتاب خونین (۱۳۳۴)
- ۵۱ - سرنوشت در را می‌کوبد (۱۳۳۳)
- ۵۲ - کینه (۱۳۳۳)
- ۵۳ - جدال با شیطان (۱۳۳۲)
- ۵۴ - گرداب (۱۳۳۲)

### مجموعه تلویزیونی
- تلخ و شیرین
- طلاق
- غارتگران
- هزاردستان
- شاه‌شکار
- امیرکبیر
- کوچک جنگلی
- این خانه دور است
- زنگ بیداری (هرمز هدایت)